# Robeisy Ramírez
Robeisy Eloy Ramírez Carrazana (* 20. prosince 1993 Cienfuegos) je kubánský amatérský boxer, který získal zlatou medaili na Letních olympijských hrách v Londýně 2012, stejně jako v roce 2011 na Panamerických hrách v muší váze.

## Kariéra
Vyhrál zlatou medaili v mužské bantamové váze na Letních olympijských hrách 2016. Vyhrál čtyři zápasy, cestou do finále porazil Shiva Thapa, Mahouda Mohameda, Zhanga Jiaweie a Murodjona Ahmadaliyeva. V zápase o zlatou medaili porazil amerického Shakura Stevensona. Během své kariéry získal dvě zlaté olympijské medaile.